# Cassia aciphylla
Cassia aciphylla är en ärtväxtart som beskrevs av Asa Gray. Cassia aciphylla ingår i släktet Cassia och familjen ärtväxter. Inga underarter finns listade i Catalogue of Life.